# Richard Thomalla
Richard Wolfgang Thomalla (Annahof, 23 de octubre de 1903 - Jičín, 12 de mayo de 1945) fue un arquitecto y oficial de las Schutzstaffel (SS), y el principal diseñador de los campos de exterminio nazis de la Operación Reinhard.

## Biografía
En 1932, Thomalla se afilió al Partido Nazi con el número 1.238.872, y en las Schutzstaffel (SS) con el número 41.206.

### Segunda Guerra Mundial
El primer campo de la muerte construido bajo la supervisión de Thomalla fue el de Bełżec. La construcción comenzó el 1 de noviembre de 1941 y fue completado en marzo de 1942. Entonces procedió a diseñar y supervisar la construcción de Sobibor en marzo de 1942. Los trabajadores empleados para la construcción del campo fueron habitantes locales procedentes de las ciudades y pueblos cercanos.  Durante esta etapa preliminar, Thomalla desempeñó como comandante del Sonderkommando en Sobibor. Los Sonderkommando eran grupos especiales compuestos de 80 judíos traídos desde guetos cercanos para realizar labores de construcción como mano de obra esclava. Un escuadrón de diez ucranianos entrenados en el campo de concentración de Trawniki vigilaban al Sonderkommando. Al finalizar la construcción del campo, estos judíos eran ejecutados. Cuando Thomalla completó los trabajos que le habían sido asignados en Sobibor, fue reemplazado por Franz Stangl en abril de 1942. Entonces fue enviado a Treblinka, donde copió el modelo de construcción de Sobibor con algunas modificaciones.
Entre julio de 1942 y octubre de 1943, alrededor de 850,000 personas fueron asesinadas en Treblinka. Algunas fuentes no confirmadas señalan que Thomalla habría sido ejecutado por la NKVD soviética el 12 de mayo de 1945 pocos días después del final de la guerra, en la ciudad checoslovaca de Jičín.